# Онлайн реклама
Онлайн рекламата, позната още като интернет реклама, е вид реклама, която предава промоционални съобщения на потенциални клиенти и купувачи в интернет. Подобно на останалите видове реклами, тя се поръчва от дадена компания или производител на продукт или услуга и се публикува в интернет пространството от рекламна агенция. През последните години интернет се превръща в популярна среда за реклама, присъединявайки се към традиционно използваните медии: вестници, радио, телевизия и други подобни. Примери за онлайн реклама са страниците с резултатите на търсачки, рекламите в интерактивните медии и социалните мрежи, онлайн обявите, рекламните мрежи и e-mail маркетинга, включително и e-mail спама.

## История
За първа интернет реклама се смята съобщение, изпратено по имейл на 3 май 1978 година. Въпросното съобщение е било получено от по-голямата част от потребителите на мрежата ARPANET живеещи на западния бряг на Съединените щати. С него компанията DEC (Digital Equipment Corporation) кани потребителите на ден на отворените врати, в който те имат възможност да се запознаят отблизо с най-новия им модел компютър.

## Видове
Интернет рекламата бива пет основни вида: имейл реклама, реклама в интернет търсачките, маркетинг в социалните мрежи, мобилна реклама, видео реклама и дисплей реклама.

## Ценообразуване
Ценообразуването на интернет рекламата се прави по няколко начина:
- Плащане на клик (Pay per click) – това е цената, която рекламодателя плаща за един клик върху неговата реклама. В зависимост от вида на рекламния канал, търсенето и конкурентоспособността на ключовата дума в рекламата, цената варира.
- Цена на импресия (Pay Per Impression) – това е цената, която рекламодателят плаща за определен брой показвания на неговата реклама.
- Цена за действие (Pay per action):